# Necydalinae
Die Necydalinae sind eine Unterfamilie der Bockkäfer mit Verbreitung auf der Nordhalbkugel (Paläarktis und nördliche Orientalis). Die Käfer imitieren wehrhafte Hautflügler.

## Merkmale
Es handelt sich um mittelgroße, relativ schlanke Käfer mit einer Körperlänge von 12 bis 35 Millimeter (ohne Antennen gemessen). Die Flügeldecken (Elytren) sind immer klein und auffallend verkürzt, sie reichen nur bis zum Hinterende des Rumpfabschnitts und lassen den Hinterleib unbedeckt. Die häutigen Hinterflügel liegen in Ruhelage frei über dem Hinterleib, sie sind zur Spitze hin nicht eingefaltet. Der Hinterleib ist an der Basis etwas eingeschnürt und frei beweglich. Die Käfer erhalten dadurch ein Aussehen, das eher an Hautflügler als an andere Käfer erinnert. Die Arten der Gattung Necydalis erinnern an große Schlupfwespen, die der Gattung Ulochaetes an Hummeln. Da Hautflügler wegen ihres Gifts von vielen Räubern nicht gefressen werden, nimmt man einen Fall von (Bates’scher) Mimikry an.
Der Kopf der Necydalinae ist mehr oder weniger geneigt, die Mundwerkzeuge zeigen schräg nach vorn oder nach unten. Die Schläfen (Kopfkapsel hinter den Augen) sind zur Seite erweitert und nach hinten halsartig eingeschnürt. Das Labrum ist frei und nicht mit dem moderat großen Anteclypeus verwachsen. Die Antennen inserieren recht hoch am Kopf, weit von der Basis der Mandibeln entfernt, sie sind elfgliedrig und lang fadenförmig, bei einigen Arten länger als der Körper. Die Komplexaugen sind nierenförmig ausgerandet, der untere Abschnitt größer als der obere. Das Pronotum besitzt keine Seitenkiele, die Höhlen der vorstehenden, schwach queren Vorderhüften sind hinten offen oder schmal geschlossen. Die verkürzten Flügeldecken sind zur Spitze (Apex) abgerundet oder schwach zugespitzt. Die Fußglieder (Tarsen) aller Beinpaare haben ein verkleinertes und verkürztes viertes Glied und sind dadurch scheinbar viergliedrig („pseudotetramere“ Tarsenbildung). Auf der Unterseite tragen sie meist Haftpolster, mit Ausnahme des verlängerten ersten Glieds der Hintertarsen.

## Ökologie und Lebensweise
Die Larven der Necydalinae entwickeln sich meist im Totholz abgestorbener Bäume, seltener in geschwächten noch lebenden Bäumen. Die Larven bohren im Holz, sie legen keine Gänge unter der Rinde an. Die Verpuppung erfolgt innerhalb des Holzes im selben Jahr, in dem die Imagines ausschlüpfen. Je nach Art werden sowohl Laub- wie auch Nadelhölzer belegt. Wenige Arten wurden als Blütenbesucher registriert. Die Imagines sind tagaktiv und gute Flieger. Die Eiablage erfolgt meist im Bereich der Stammbasis frisch abgestorbener Bäume, die Larven fressen auch in den Grobwurzeln. Die Generationsdauer ist ein Jahr, selten kommen zwei Generationen im Jahr vor.

## Verbreitung
Die Unterfamilie ist in ihrer Verbreitung auf die Nordhemisphäre beschränkt. Südgrenze der Verbreitung ist Mexiko und die Inseln Java und Borneo (Indonesien). Verbreitungsschwerpunkt mit den meisten Arten ist Südostasien.

## Phylogenie, Taxonomie, Systematik
Die Unterfamilie wurde früher je nach Bearbeiter unterschiedlich weit abgegrenzt, ihr wurden lange Zeit zwölf Gattungen mit über 120 Arten zugerechnet, die ebenfalls ähnlich verkürzte Flügeldecken aufweisen. In der aktuellen Fassung werden meist nur noch zwei Gattungen als zugehörig betrachtet.
- Necydalis. Etwa 70 Arten, in Nordamerika, Europa, Nord- und Ostasien.

In Mitteleuropa zwei Arten:
- - Panzers Wespenbock (Necydalis ulmi)
  - Großer Wespenbock (Necydalis major)
- Ulochaetes. Etwa drei Arten, eine in Nordamerika, zwei in der Himalayaregion in Asien.

Schwestergruppe der Necydalinae ist die Unterfamilie Lepturinae. Einige Bearbeiter haben sie als Tribus Necydalini in diese Unterfamilie mit einbezogen.